# Alticola parvidens
Alticola parvidens és una espècie de mamífer rosegador de la família dels cricètids. És endèmic de l'Hindukush, a cavall del centre de l'Afganistan i el nord-oest del Pakistan, on viu a altituds d'entre 2.150 i 3.850 msnm. Té una llargada de cap a gropa de 92-125 mm, la cua de 40-59 mm i un pes de 22-44 g. El seu hàbitat natural són els camps de roques dels boscos, l'estatge subalpí i l'estatge alpí. Ha estat considerat primer una subespècie de A. roylei, després una subespècie de A. argentatus i, des del 2022, una espècie a part. El seu nom específic, parvidens, significa ‘de dents petites' en llatí.